# Glattbach (Kreuzbach)
Der Glattbach ist ein linker Zufluss des Kreuzbachs im Enzkreis in Baden-Württemberg. Er ist nicht zu verwechseln mit einem anderen Glattbach nur wenige Kilometer im Nordosten von diesem.

## Name
Der Name leitet sich vom althochdeutschen Adjektiv glat für 'hell, klar, glatt' ab und nimmt Bezug auf das klare Wasser.

## Geographie

### Verlauf
Der 8,1 km lange Glattbach entspringt nördlich der Ortslage von Öschelbronn und fließt in östlicher Richtung durch Pinache und Großglattbach, bis er etwa einen Kilometer östlich von Großglattbach von links in den Unterlauf des von Süden kommenden Kreuzbach mündet, der danach ostwärts weiterfließt.

### Zuflüsse
- Wiesentalgraben, von rechts und Süden auf etwa 327 m ü. NHN kurz nach Pinache, 1,9 km und ca. 6,8 km². Entspringt auf etwa 350 m ü. NHN wenig nordöstlich des Ortsrandes von Wiernsheim.